# Крылов, Фотий Иванович
Фотий Иванович Крылов (26 сентября 1896 — 15 июня 1948) — советский военачальник, начальник Экспедиции подводных работ особого назначения (ЭПРОН), затем Аварийно-спасательного управления ВМФ СССР.

## Биография
Окончил школу юнг в Кронштадте (9.1912-5.1914), школу комендоров Учебного отряда Балтийского моря (1914). Инструктор-указатель при школе комендоров, одновременно плавал со сменой учеников на кораблях. Прапорщик (1917).
С октября 1917 года — заведующий обучением пулеметной команды Красной гвардии в Кронштадте. В 1920 году был направлен для работы на водном транспорте и в последующие 10 лет последовательно возглавлял Архангельский торговый порт, Госсудоподъём Белого моря, Госсудоподъём Балтийского моря и Одесский торговый порт. В марте 1931 года назначен начальником Южного округа ЭПРОНа. На этой должности руководил спасением экипажа и успешным подъёмом подводной лодки АГ-21 на Чёрном море и артиллерийских башен главного калибра линейного корабля «Императрица Мария».
В 1932 году возглавил Главное управление ЭПРОНа. Часто выезжал на ответственные объекты, лично руководил спасением ледокола «Малыгин» и подъёмом затонувшего ледокольного парохода «Садко». В 1937 году ЭПРОНом спасён ледокольный пароход «А. Сибиряков», севший на камни недалеко от побережья Новой Земли.
4 июня 1940 года ему было присвоено воинское звание «контр-адмирал».
В первый день Великой Отечественной войны Экспедиция подводных работ особого назначения включена в состав Военно-Морского Флота, а все имеющиеся силы и средства были нацелены на помощь воюющим войскам.  В августе 1941 года Ф. Крылов передал должность начальника Аварийно-спасательного управления ВМФ и, оставшись в блокадном Ленинграде, руководил работой оперативной группы, выполнявшей спасательные работы на Ладожском озере и обеспечивавшей движение по Дороге жизни. В одной из операций, обеспечивая переправу через Неву, Ф. И. Крылов был тяжело ранен в ноги. Летом 1942 года был переправлен в Москву на лечение. После выздоровления назначен начальником Речного аварийно-спасательного управления ВМФ, которым руководил до 1946 года.
Скончался в 1948 году. Похоронен в Ленинграде, на Большеохтинском кладбище.

## Награды
- 2 ордена Ленина (1934, 1945)
- 3 ордена Красного Знамени (1944, 1944, 1947)
- орден Трудового Красного Знамени (1938)
- 2 ордена Красной Звезды (1932, 1940)
- медали[7].

## Память
В 1989 году именем Фотия Крылова назван большой спасательный буксир, который занесён в Книгу рекордов Гиннесса, как самый большой и мощный буксир в мире. В настоящее время находится в составе Тихоокеанского флота России.
За особые успехи офицерам-спасателям ВМФ России вручается специальная премия «Лучшему спасателю ВМФ», также носящая имя Ф. И. Крылова.